# 服部航介
服部 航介（はっとり こうすけ、1993年6月4日 - ）は、ラグビーユニオンの選手。

## 略歴
和歌山県出身。2012年、和歌山工業高校卒業後、帝京大学に入る。
2016年、Honda Heat(現・三重ホンダヒート)に加入。
2020年2月22日にジャパンラグビートップリーグ第6節NTTコミュニケーションズシャイニングアークス戦に途中出場で公式戦初出場を果たす。
2025年5月31日、三重ホンダヒート退団を発表。